# Oprøret i Ruritanien
Oprøret i Ruritanien er en amerikansk stumfilm fra 1916 af Harley Knowles.

## Medvirkende
- Alice Brady som Honore.
- Alec B. Francis som Comus.
- Gerda Holmes.
- Montagu Love som Stefano.
- Arthur Ashley som Kassari.